# Campionati canadesi di ski cross 2014
I Campionati canadesi di ski cross 2014 si sono svolti a Sunshine l'11 aprile. Il programma ha incluso sia la gara femminile che la gara maschile. 
Trattandosi di competizioni valide anche ai fini del punteggio FIS, vi hanno partecipato anche sciatori di altre federazioni, senza che questo consentisse loro di concorrere al titolo nazionale canadese.

## Risultati

### Uomini
| Pos. | Atleta          | Nazione |
| ---- | --------------- | ------- |
| 1    | Tristan Tafel   | Canada  |
| 2    | Brady Matt      | Canada  |
| 3    | Kevin Macdonald | Canada  |
| 4    | Brady Leman     | Canada  |

### Donne
| Pos. | Atleta             | Nazione |
| ---- | ------------------ | ------- |
| 1    | Marielle Thompson  | Canada  |
| 2    | Georgia Simmerling | Canada  |
| 3    | India Sherret      | Canada  |
| 4    | Danielle Sundquist | Canada  |